# سرژ دانو
سرژ دانو (فرانسوی: Serge Danot‎؛ ۱۹۳۱–۲۳ دسامبر ۱۹۹۰) اَنیماتور اهل فرانسه بود.
از فیلم‌ها یا مجموعه‌های تلویزیونی که وی در آن‌ها نقش داشته است، می‌توان به چرخ‌وفلک جادویی اشاره نمود.